# Чернолицая питта
Чернолицая питта (лат. Pitta anerythra) — вид птиц из семейства питтовых.

## Описание
В длину достигает 15-17 см. Массивные птицы, с короткими крыльями и хвостом, сильными ногами и крупной головой.
Лоб, макушка и затылок ржаво-красные, горло и бока шеи беловатые, остальная часть головы чёрная, образуя своеобразную маску, от которой вид и получил своё общее название: Грудь бежево-желтоватая, брюхо такой же окраски с сильной тенденцией к осветлению, подхвостье серовато-белое, а не рыжее, как у большинства питт, как можно догадаться из научного названия вида (anerythra происходит от греческого ἐρυθρός, erythros, «красный», с приставкой отрицания a-, для значения «без красного цвета»). Спина и крылья зелёного цвета, с бирюзовой полосой на крыльях.

### Поведение
Ведёт дневной образ жизни, отличается одиночным поведением, проводит день, перемещаясь по густому подлеску в поисках пищи, готовая скрыться в густой растительности при малейшем признаке опасности.

### Питание
Питается в основном улитками, червями, насекомыми и другими беспозвоночными.

### Размножение
О репродуктивных привычках этого вида известно крайне мало: до сих пор экземпляры наблюдались в вероятный брачный или пострепродуктивный период с мая по июль, что позволяет предположить, что сезон размножения приходится на весенне-летний период. Однако считается, что по способу и срокам размножения вид существенно не отличается от других сородичей.

## Распространение и среда обитания
Чернолицая питта занимает довольно ограниченный ареал, включающий только острова Шуазёль, Санта-Исабель (часть Соломоновых островов) и Бугенвиль, административно входящий в состав Папуа-Новой Гвинеи, но географически являющийся частью Соломоновых островов.
Средой обитания этих птиц являются тропические леса, как первичные, так и вторичные: их также можно встретить в кустарниковых зарослях с густым кустарником и подлеском, а также в частных садах и парках.

## Таксономия
Признаны три подвида:
- Pitta anerythra anerythra Rothschild, 1901 — Номинативный подвид, остров Санта-Исабель;
- Pitta anerythra nigrifrons Mayr, 1935 — остров Шуазёль;
- Pitta anerythra pallida Rothschild, 1904 — остров Бугенвиль

Различные подвиды несколько отличаются друг от друга размерами, окраской и вокализацией.